# Józef Ladrowski
Józef Ladrowski, ps. Kłos (ur. 22 lutego 1922, zm. 7 lipca 2013 w Poznaniu) – porucznik Wojska Polskiego, żołnierz AK, budowlaniec i ekonomista. Wiceprezes Zarządu Głównego Związku Oficerów Rezerwy RP im. Marszałka Józefa Piłsudskiego i uczestnik kampanii wrześniowej w 1939.

## Życiorys
Absolwent Akademii Ekonomicznej w Poznaniu (studia zaczynał jeszcze w Akademii Handlowej przed 1939). Praca doktorska w 1969 (Terytorialna ruchliwość siły roboczej w budownictwie w regionie wielkopolskim). Po zakończeniu II wojny światowej pracował w Zjednoczeniu Budownictwa Wojskowego (potem: Poznańskie Przedsiębiorstwo Budowlane nr 3 i Kombinat Budowlany Poznań-Północ) jako wicedyrektor do spraw ekonomicznych, a potem dyrektor naczelny. Przez osiem lat dyrektor Biura Projektów Metalplast w Poznaniu.

Autor artykułów w prasie kombatanckiej. Współinicjator wystawienia w Berlinie pomnika Żołnierza Polskiego (1972), a także poznańskich pomników: Armii Poznań i Powstańców Wielkopolskich. W 2011 otrzymał Złoty Medal „Opiekun Miejsc Pamięci Narodowej”. Odznaczony medalem Za udział w walkach o Berlin 1945.

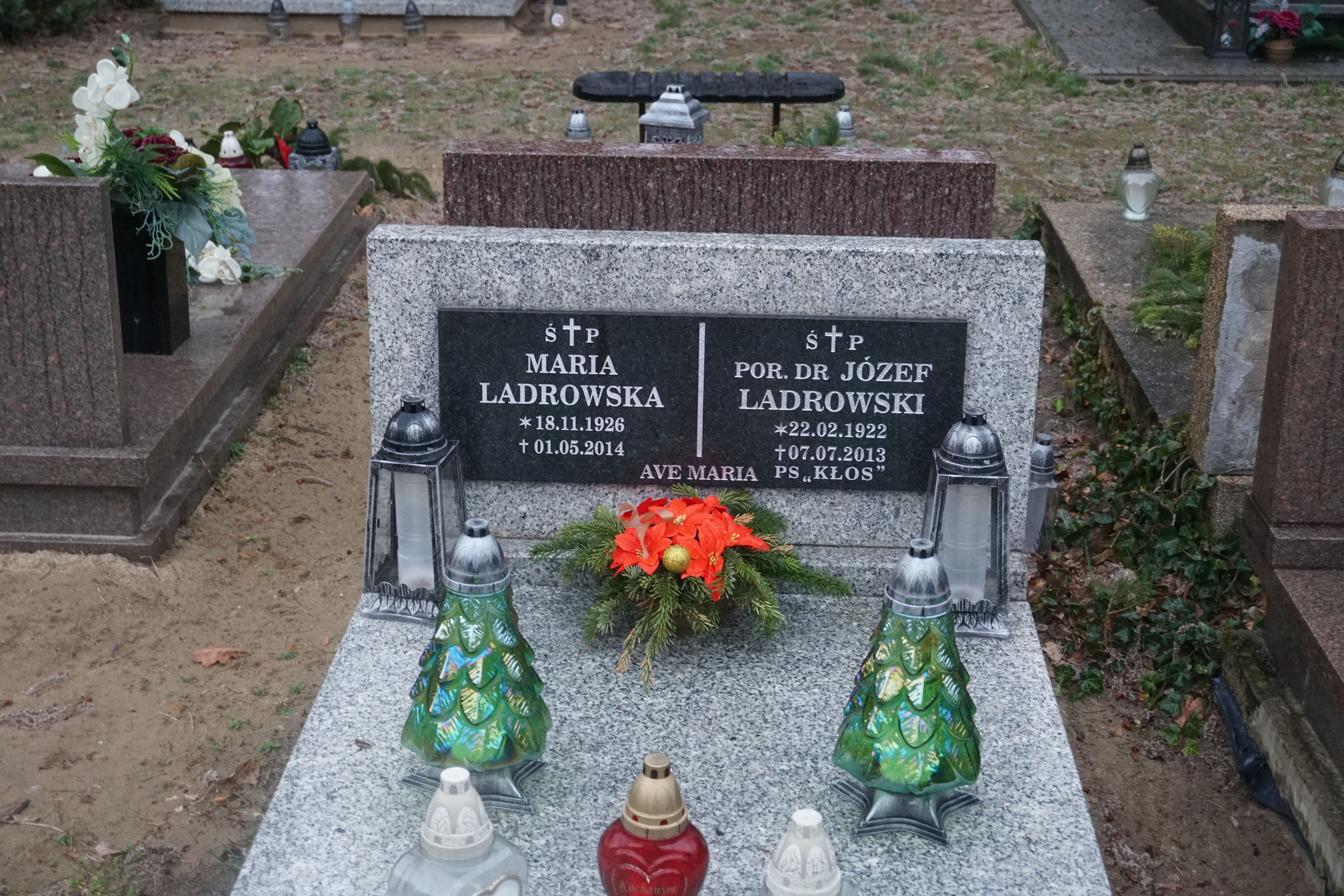
Grób Józefa Ladrowskiego na cmentarzu Miłostowo w Poznaniu

Był autorem odbudowy koszar na Golęcinie w Poznaniu po 1945. Współuczestniczył w budowie osiedli winogradzkich, przebudowie Bonina, budowie bloków na ul. Koronnej, szpitala MSW i Wojewódzkiego Szpitala Zespolonego, akademików przy ul. Obornickiej i gmachu NOT (Domu Technika).
Pogrzeb odbył się 15 lipca 2013 o godz. 11.20 na poznańskim cmentarzu Miłostowo w kwaterze kombatanckiej.